# Harry Potter e la pietra filosofale (colonna sonora)
Harry Potter e la pietra filosofale (Harry Potter e the Philosopher's Stone: Original Motion Picture Soundtrack) è la colonna sonora dell'omonimo film di Chris Columbus uscito nelle sale cinematografiche nel 2001.

Il compositore, orchestratore e direttore delle musiche dell'album è John Williams, celebre compositore di colonne sonore, scelto proprio dallo stesso Columbus. Williams ha composto le colonne sonore di tanti film di successo, come ad esempio la saga di Star Wars.
La colonna sonora è stata candidata agli Oscar 2002 e ai Grammy Awards  come miglior colonna sonora. Ha inoltre vinto il premio come album strumentale dell'anno ai Japan Gold Disc Award.

## Tracce
1. proulig – 2:12
2. Harry's Wondrous World – 5:21
3. The Arrival of Baby Harry – 4:25
4. Visit to the Zoo and Letters from Hogwarts – 3:23
5. Diagon Alley and the Gringotts Vault – 4:06
6. Platform Nine-and-Three-Quarters and the Journey to Hogwarts – 3:14
7. Entry into the Great Hall and the Banquet – 3:42
8. Mr. Longbottom Flies – 3:35
9. Hogwarts Forever! and the Moving Stairs – 3:47
10. The Norwegian Ridgeback and a Change of Season – 2:47
11. The Quidditch Match – 8:29
12. Christmas at Hogwarts – 2:56
13. The Invisibility Cloak and the Library Scene – 3:16
14. Fluffy's Harp – 2:39
15. In the Devil's Snare and the Flying Keys – 2:21
16. The Chess Game – 3:49
17. The Face of Voldemort – 6:10
18. Leaving Hogwarts – 2:14
19. Hedwig's Theme – 5:11

## Classifiche
| Classifica (2002)            | Posizione massima |
| ---------------------------- | ----------------- |
| Stati Uniti                  | 48                |
| Stati Uniti (colonne sonore) | 2                 |